# Dobre chęci
Dobre chęci (szw. Den goda viljan) – szwedzki melodramat z 1992.
Scenariusz został napisany przez Bergmana, który rekonstruuje wydarzenia przede wszystkim na podstawie dzienników matki.

## Obsada
- Samuel Fröler jako Henrik Bergman
- Pernilla August jako Anna Åkerblom Bergman
- Max von Sydow jako Johan Åkerblom, ojciec Anny
- Ghita Nørby jako Karin Åkerblom, matka Anny
- Björn Kjellman jako Ernst Åkerblom, brat Anny
- Börje Ahlstedt jako Carl Åkerblom
- Björn Granath jako Oscar Åkerblom
- Gunilla Nyroos jako Svea Åkerblom, żona Oscara
- Michael Segerström jako Gustav Åkerblom
- Eva Gröndahl jako Martha Åkerblom, żona Gustava
- Mona Malm jako Alma Bergman, matka Henryka
- Keve Hjelm jako Fredrik Bergman, dziadek Henrika ze strony ojca
- Margaretha Krook jako Blenda Bergman, ciotka Henrika
- Irma Christenson jako Ebba Bergman, ciotka Henry’ego
- Sif Ruud jako Beda Bergman, ciotka Henry’ego
- Lena Endre jako Frida Strandberg
- Ernst-Hugo Järegård jako prof. Sundelius
- Hans Alfredson jako Rev. Gransjö
- Anita Björk jako królowa Victoria
- Sten Ljunggren jako Svante, ojciec Roberta

## Nagrody i wyróżnienia[1][2]
45. MFF w Cannes
- 1992: Nagroda dla najlepszej aktorki (Pernilla August)[3].
- 1992: Złota Palma (Bille August)[3].

Złote Żuki
- W 1993 wygrana w kategorii Najlepsza aktorka pierwszoplanowa (Pernilla August).
- W 1993 wygrana w kategorii Najlepszy scenariusz (Ingmar Bergman).
- W 1993 nominacja w kategorii Najlepszy film (Ingrid Dahlberg).
- W 1993 nominacja w kategorii Najlepszy aktor pierwszoplanowy (Samuel Fröler).
- W 1993 nominacja w kategorii Najlepszy reżyser (Bille August).
- W 1993 nominacja w kategorii Najlepsze zdjęcia (Jörgen Persson).

Argentine Film Critics Association
- W 1993 nominacja w kategorii Najlepszy film nieanglojęzyczny (Bille August).

National Society of Film Critics
- W 1993 3. miejsce w kategorii Najlepsza aktorka (Pernilla August).